# 梵我一如
梵我一如（ぼんがいちにょ、梵: तत्त्वमसि, tat tvam asi、汝は其(そ)れなり）とは、インド哲学（ウパニシャッド哲学）において、梵（ブラフマン：宇宙を支配する原理）と我（アートマン：個人を支配する原理）が同一であること、または、これらが同一であることを知ることにより、永遠の至福に到達しようとする思想。古代インドのヴェーダ（ウパニシャッド）における究極の悟りとされる。
宇宙の全てを司るブラフマンは不滅のものであり、それとアートマンが同一であるのなら、当然にアートマンも不滅のものである。すなわち個人の肉体が死を迎えても、アートマンは永遠に存続するということであり、またアートマンが死後に新しい肉体を得る輪廻の根拠でもある。

## 概略
仏教では、梵（ブラフマン）が人格をともなって梵天として登場するが、本来のインド思想にあっては、自然そのもの、あるいは遍在する原理、または真理を指していた。我（アートマン）とは、身体の中にあって、他人と区別しうる不変の実体（魂のようなもの）として考えられ、「真我」と漢訳される。
ヴェーダ（ウパニシャッド）における究極の解脱とは、この個人の実体としての我が、宇宙に遍在する梵と同一であることを悟ることによって、自由になり、あらゆる苦しみから逃れることができるとする。